# Sarah Bouhaddi
Sarah Bouhaddi   (Canes, 17 d'octubre de 1986) és una futbolista professional francesa, d'origen algerià, que juga com a portera del club Paris Saint-Germain,que disputa la Division 1 Féminine. Abans, havia guanyat 8 Champions League amb l'Olympique de Lió i és considerada una de les millors porteres del món en la dècada del 2010 que destaca pel seu bon joc amb els peus.

## Carrera del club
Bouhaddi va jugar en equips modestos de la lliga francesa abans de fitxar el 2009 pel Lió. Després de passar 13 temporades en aquest club, va sortir cedida as per l'OL Reign (l'equip associat de la lliga estatunidenca) l'estiu de 2021. Un cop lliure, Bouhaddi es va unir al Paris Saint-Germain el 16 de setembre de 2022.

## Carrera internacional
Va debutar amb la selecció francesa el 2004. Va representar la seva nació als Jocs Olímpics d'estiu de 2012, jugant tots els partits de França, classificant-se per les semifinals però quedant-se sense medalla. Bouhaddi es va convertir en la portera amb més partits de tots els temps del seu país. El 2020 va anunciar que abandonava la selecció, per desavinences amb l'equip tècnic.

## Estadístiques

### Club

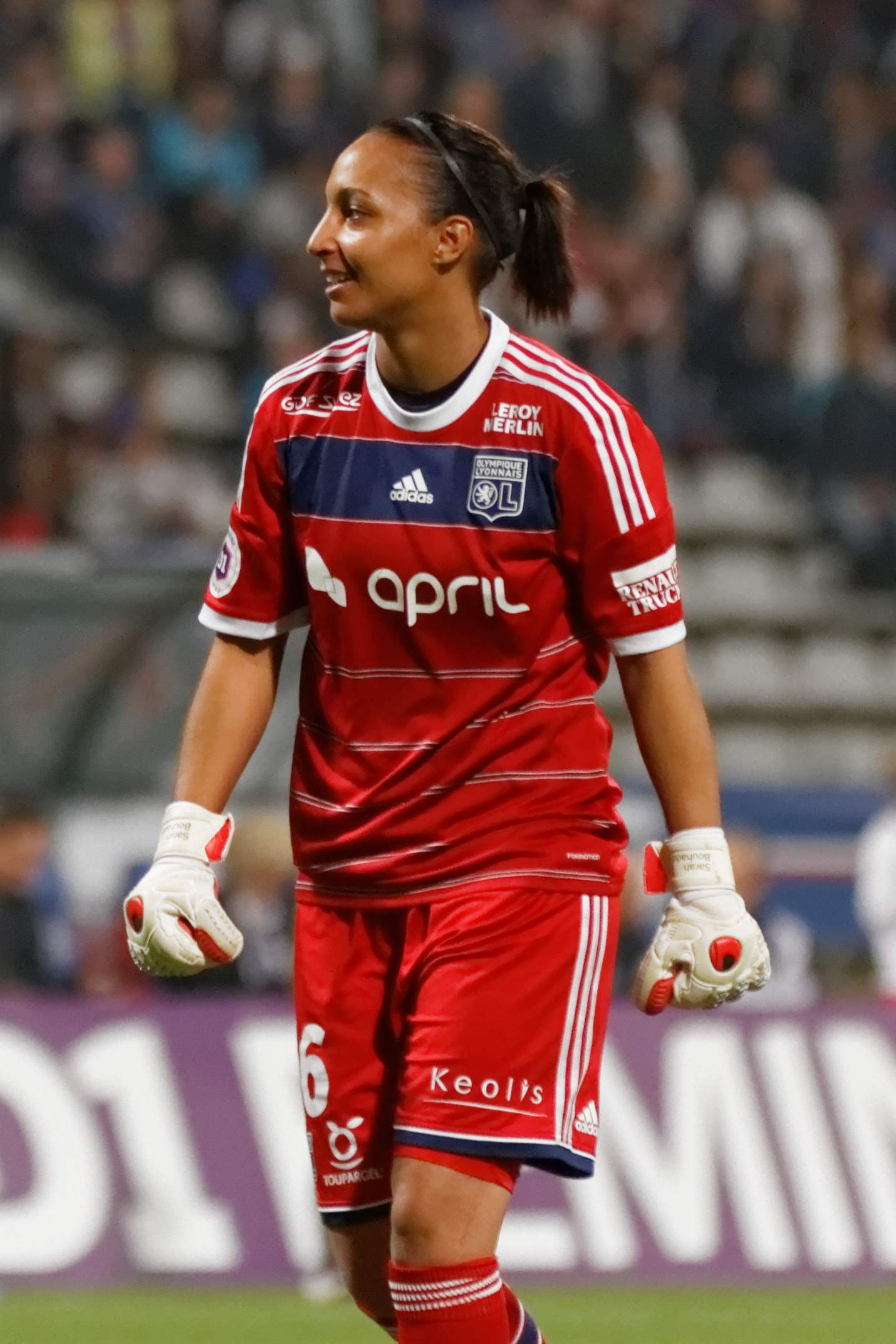
Durant un partit de la lliga francesa, 2013.

A 15 de juny de 2023
| Club                | Temporada | Lliga   | Lliga | Copa    | Copa | Continental | Continental | Total   | Total |
| Club                | Temporada | Partits | Gols  | Partits | Gols | Partits     | Gols        | Partits | Gols  |
| ------------------- | --------- | ------- | ----- | ------- | ---- | ----------- | ----------- | ------- | ----- |
| CNFE Clairefontaine | 2002–03   | 13      | 1     | —       | —    | —           | —           | 13      | 1     |
| CNFE Clairefontaine | 2003–04   | 21      | 0     | —       | —    | —           | —           | 21      | 0     |
| CNFE Clairefontaine | 2004–05   | 17      | 0     | —       | —    | —           | —           | 17      | 0     |
| CNFE Clairefontaine | Total     | 51      | 1     | 0       | 0    | 0           | 0           | 51      | 1     |
| Toulouse            | 2005–06   | 22      | 0     | —       | —    | —           | —           | 22      | 0     |
| Toulouse            | Total     | 22      | 0     | 0       | 0    | 0           | 0           | 22      | 0     |
| Juvisy              | 2006–07   | 18      | 0     | —       | —    | 1           | 0           | 19      | 0     |
| Juvisy              | 2007–08   | 16      | 0     | 3       | 0    | —           | —           | 19      | 0     |
| Juvisy              | 2008–09   | 12      | 0     | 3       | 0    | —           | —           | 15      | 0     |
| Juvisy              | Total     | 46      | 0     | 6       | 0    | 1           | 0           | 53      | 0     |
| Lyon                | 2009–10   | 7       | 0     | 3       | 0    | 2           | 0           | 12      | 0     |
| Lyon                | 2010–11   | 14      | 0     | 3       | 0    | 9           | 0           | 26      | 0     |
| Lyon                | 2011–12   | 19      | 0     | 3       | 0    | 7           | 0           | 29      | 0     |
| Lyon                | 2012–13   | 18      | 0     | 5       | 0    | 8           | 0           | 31      | 0     |
| Lyon                | 2013–14   | 20      | 0     | 3       | 0    | 4           | 0           | 27      | 0     |
| Lyon                | 2014–15   | 18      | 1     | 3       | 0    | 3           | 0           | 24      | 1     |
| Lyon                | 2015–16   | 8       | 0     | 4       | 0    | 5           | 0           | 17      | 0     |
| Lyon                | 2016–17   | 17      | 0     | 0       | 0    | 9           | 0           | 26      | 0     |
| Lyon                | 2017–18   | 21      | 0     | 1       | 0    | 8           | 0           | 30      | 0     |
| Lyon                | 2018–19   | 18      | 0     | 1       | 0    | 7           | 0           | 26      | 0     |
| Lyon                | 2019–20   | 16      | 0     | 3       | 0    | 7           | 0           | 26      | 0     |
| Lyon                | 2020–21   | 19      | 0     | 0       | 0    | 6           | 0           | 25      | 0     |
| Lyon                | 2021–22   | 4       | 0     | 0       | 0    | 1           | 0           | 5       | 0     |
| Lyon                | Total     | 199     | 1     | 30      | 0    | 76          | 0           | 305     | 1     |
| OL Reign            | 2021      | 20      | 0     | —       | —    | —           | —           | 20      | 0     |
| OL Reign            | Total     | 20      | 0     | —       | —    | —           | —           | 20      | 0     |
| PSG                 | 2022–23   | 13      | 0     | 1       | 0    | 8           | 0           | 22      | 0     |
| PSG                 | Total     | 13      | 0     | 1       | 0    | 8           | 0           | 22      | 0     |
| Sumatori            | Sumatori  | 351     | 2     | 41      | 0    | 85          | 0           | 476     | 2     |

### Internacional

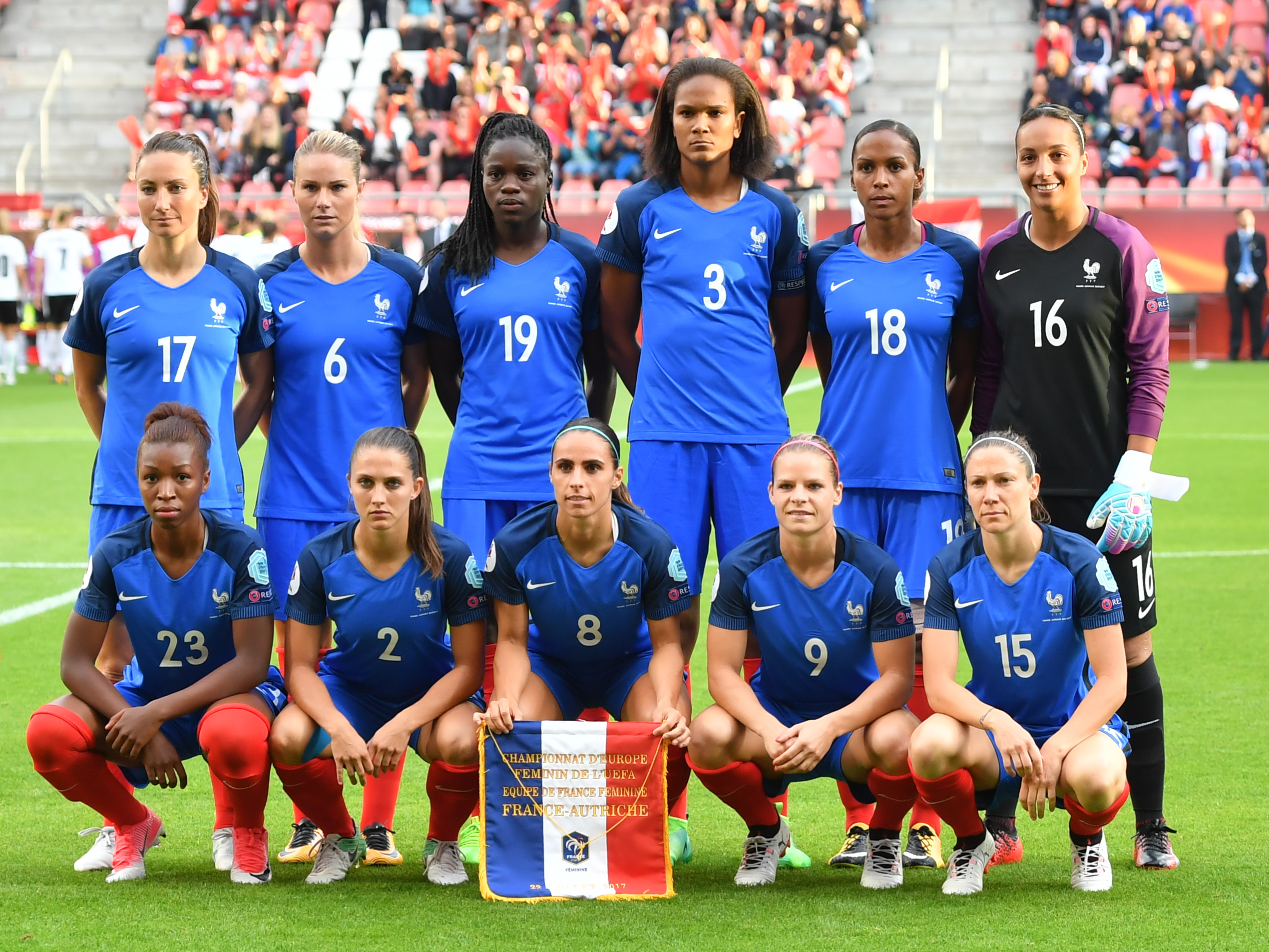
Formant amb la selecció de França, 2017.

A 4 de març de 2020
| Selecció | Any   | Partits | Gols |
| -------- | ----- | ------- | ---- |
| França   | 2004  | 2       | 0    |
| França   | 2005  | 7       | 0    |
| França   | 2006  | 12      | 0    |
| França   | 2007  | 9       | 0    |
| França   | 2008  | 4       | 0    |
| França   | 2009  | 9       | 0    |
| França   | 2010  | 0       | 0    |
| França   | 2011  | 1       | 0    |
| França   | 2012  | 18      | 0    |
| França   | 2013  | 12      | 0    |
| França   | 2014  | 14      | 0    |
| França   | 2015  | 11      | 0    |
| França   | 2016  | 16      | 0    |
| França   | 2017  | 11      | 0    |
| França   | 2018  | 8       | 0    |
| França   | 2019  | 14      | 0    |
| França   | 2020  | 1       | 0    |
| Total    | Total | 149     | 0    |

## Títols

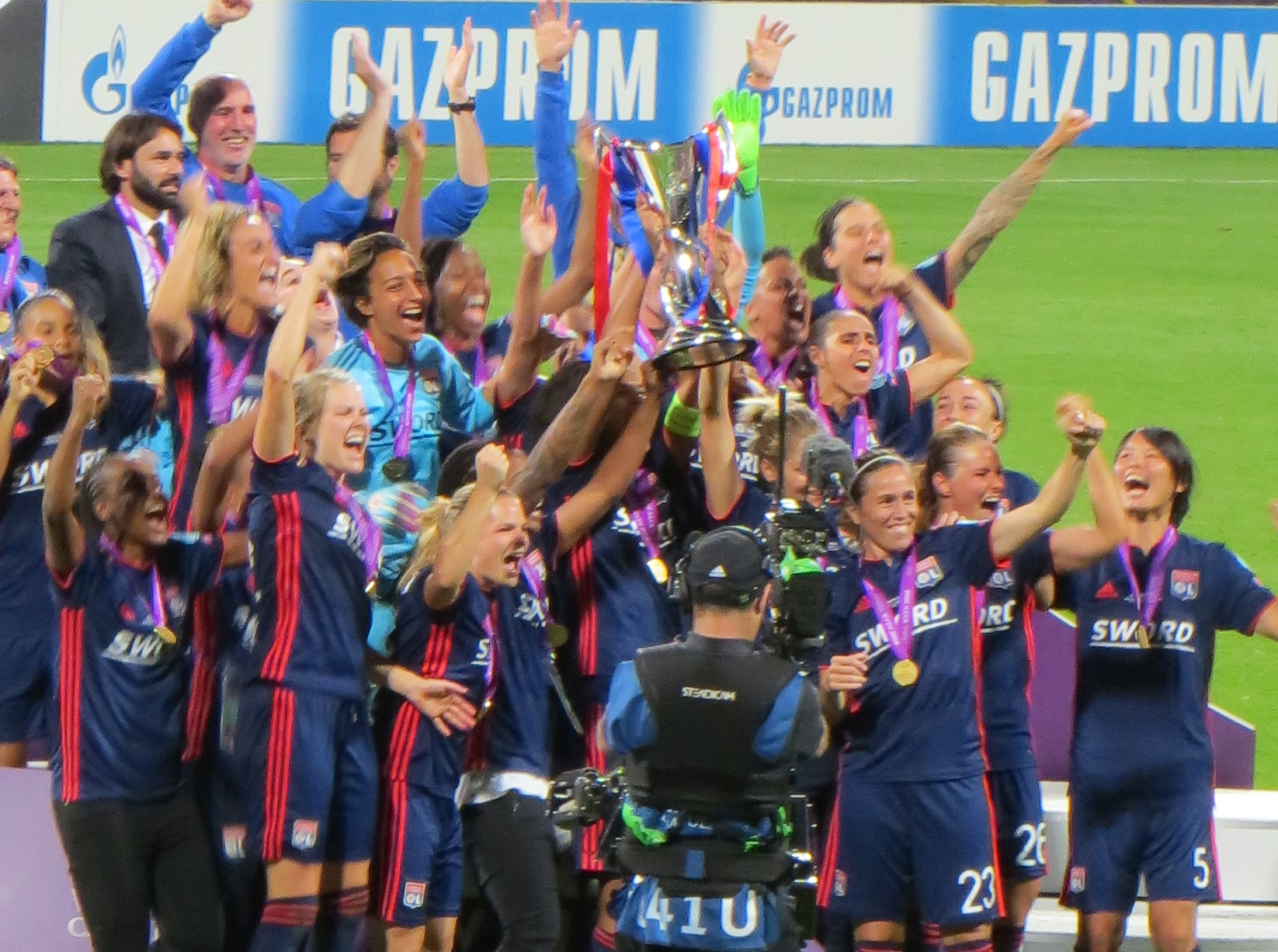
Bouhaddi (de blau clar) celebrant amb les companyes del Lió després de guanyar la final de la UEFA Women's Champions League de 2018.

### Olympique Lyonnais
- Lliga (12): 2010, 2011, 2012, 2013, 2014, 2015, 2016, 2017, 2018, 2019, 2020, 2022.
- Copa de França (8): 2012, 2013, 2014, 2015, 2016, 2017, 2019, 2020.
- Trofeu de les Campiones[a] (1): 2019.
- UEFA Women's Champions League (8): 2011, 2012, 2016, 2017, 2018, 2019, 2020, 2022

### Selecció francesa
- Copa de Xipre (2): 2012, 2014
- SheBelieves Cup: 2017
- Campionat d'Europa sub19: 2003

### Individual
- Millor portera femenina del món IFFHS: 2016, 2017, 2018, 2020.[9][10]
- Equip mundial femení IFFHS: 2017,[11] 2018,[12] 2020.[13]
- Portera de la temporada de la UEFA Champions League: 2020.[14]
- Millor portera de la FIFA: 2020.[15]